# Greckie odznaczenia
Greckie odznaczenia – kilka orderów, a także kilkadziesiąt odznaczeń, medali i odznak przyznawanych przez władze Grecji w czasach monarchii (lata 1832–1924, 1935–1941 i 1944–1973), jak i republiki (lata 1827–1832, 1924–1935 i od 1973 do czasów obecnych).
| Baretka              | Nazwa                                                                                              |
| Ordery               | Ordery                                                                                             |
| -------------------- | -------------------------------------------------------------------------------------------------- |
|                      | Order Zbawiciela – Krzyż Wielki                                                                    |
|                      | Order Zbawiciela – Wielki Komandor                                                                 |
|                      | Order Zbawiciela – Komandor                                                                        |
|                      | Order Zbawiciela – Krzyż Złoty                                                                     |
|                      | Order Zbawiciela – Krzyż Srebrny                                                                   |
|                      | Order Honoru – Krzyż Wielki                                                                        |
|                      | Order Honoru – Wielki Komandor                                                                     |
|                      | Order Honoru – Komandor                                                                            |
|                      | Order Honoru – Krzyż Złoty                                                                         |
|                      | Order Honoru – Krzyż Srebrny                                                                       |
|                      | Order Feniksa – Krzyż Wielki                                                                       |
|                      | Order Feniksa – Wielki Komandor                                                                    |
|                      | Order Feniksa – Komandor                                                                           |
|                      | Order Feniksa – Krzyż Złoty                                                                        |
|                      | Order Feniksa – Krzyż Srebrny                                                                      |
|                      | Order Jerzego I – Krzyż Wielki                                                                     |
|                      | Order Jerzego I – Wielki Komandor                                                                  |
|                      | Order Jerzego I – Komandor                                                                         |
|                      | Order Jerzego I – Krzyż Złoty                                                                      |
|                      | Order Jerzego I – Krzyż Srebrny                                                                    |
|                      | Order Dobroczynności – Krzyż Wielki                                                                |
|                      | Order Dobroczynności – Wielki Komandor                                                             |
|                      | Order Dobroczynności – Komandor                                                                    |
|                      | Order Dobroczynności – Krzyż Złoty                                                                 |
|                      | Order Dobroczynności – Krzyż Srebrny                                                               |
|                      | Order Świętych Jerzego i Konstantyna                                                               |
|                      | Order Świętych Olgi i Zofii                                                                        |
| Odznaczenia wojskowe | |
|                      | Krzyż Waleczności                                                                                  |
|                      | Krzyż Męstwa – Krzyż Komandorski                                                                   |
|                      | Krzyż Męstwa – Krzyż Złoty                                                                         |
|                      | Krzyż Męstwa – Krzyż Srebrny                                                                       |
|                      | Krzyż Wojenny 1917 – I Klasa                                                                       |
|                      | Krzyż Wojenny 1917 – II Klasa                                                                      |
|                      | Krzyż Wojenny 1917 – III Klasa                                                                     |
|                      | Krzyż Wojenny 1940                                                                                 |
|                      | Krzyż Wojenny 1974 – I Klasa                                                                       |
|                      | Krzyż Wojenny 1974 – II Klasa                                                                      |
|                      | Krzyż Wojenny 1974 – III Klasa                                                                     |
|                      | Medal Czynów Wybitnych                                                                             |
|                      | Odznaka Pamiątkowa dla Bawarskiego Korpusu Pomocniczego                                            |
|                      | Odznaka Pamiątkowa dla Ochotników Bawarskich                                                       |
|                      | Medal Pamiątkowy Proklamacji Konstytucji 1843                                                      |
|                      | Medal Pamiątkowy Wojny Grecko-Tureckiej                                                            |
|                      | Medal Pamiątkowy Wojny Grecko-Bułgarskiej                                                          |
|                      | Medal Pamiątkowy Walk o Kretę                                                                      |
|                      | Medal Zwycięstwa                                                                                   |
|                      | Medal Pamiątkowy Wojny 1940-41                                                                     |
|                      | Medal Pamiątkowy Wojny 1941-45                                                                     |
|                      | Medal Pamiątkowy Wojny w Korei                                                                     |
|                      | Medal Pamiątkowy Operacji na Cyprze                                                                |
|                      | Medal Czynów Wyjątkowych                                                                           |
|                      | Medal Zasługi Wojskowej 1917                                                                       |
|                      | Medal Zasługi Wojskowej 1974 – I Klasa                                                             |
|                      | Medal Zasługi Wojskowej 1974 – II Klasa                                                            |
|                      | Medal Zasługi Wojskowej 1974 – III Klasa                                                           |
|                      | Medal Pomyślnej Służby – I Klasa                                                                   |
|                      | Medal Pomyślnej Służby – II Klasa                                                                  |
|                      | Medal Pomyślnej Służby – III Klasa                                                                 |
|                      | Odznaka Wyróżnienia Dowództwa Sztabu Generalnego Wojsk Lądowych                                    |
|                      | Odznaka Wyróżnienia Dowództwa Sztabu Generalnego Marynarki Wojennej                                |
|                      | Odznaka Wyróżnienia Dowództwa Sztabu Generalnego Sił Powietrznych                                  |
|                      | Odznaka Wyróżnienia Dowództwa Sztabu Generalnego Obrony Narodowej                                  |
|                      | Odznaka Wyróżnienia Zasługi i Honoru – Krzyż Złoty                                                 |
|                      | Odznaka Wyróżnienia Zasługi i Honoru – Krzyż Srebrny                                               |
|                      | Odznaka Wyróżnienia Zasługi i Honoru – Medal                                                       |
|                      | Odznaka Wyróżnienia Dowództwa Jednostek Dużych Formacji Wojsk Lądowych – I Klasa                   |
|                      | Odznaka Wyróżnienia Dowództwa Jednostek Dużych Formacji Marynarki Wojennej – I Klasa               |
|                      | Odznaka Wyróżnienia Dowództwa Jednostek Dużych Formacji Sił Powietrznych – I Klasa                 |
|                      | Odznaka Wyróżnienia Dowództwa Jednostek Dużych Formacji Wojsk Lądowych – II Klasa                  |
|                      | Odznaka Wyróżnienia Dowództwa Jednostek Dużych Formacji Marynarki Wojennej – II Klasa              |
|                      | Odznaka Wyróżnienia Dowództwa Jednostek Dużych Formacji Sił Powietrznych – II Klasa                |
|                      | Odznaka Wyróżnienia Dowództwa Jednostek Dużych Formacji Wojsk Lądowych – III Klasa                 |
|                      | Odznaka Wyróżnienia Dowództwa Jednostek Dużych Formacji Marynarki Wojennej – III Klasa             |
|                      | Odznaka Wyróżnienia Dowództwa Jednostek Dużych Formacji Sił Powietrznych – III Klasa               |
|                      | Odznaka Wyróżnienia Pomyślnego Dowodzenia – I Klasa                                                |
|                      | Odznaka Wyróżnienia Pomyślnego Dowodzenia – II Klasa                                               |
|                      | Odznaka Wyróżnienia Pomyślnego Dowodzenia – III Klasa                                              |
|                      | Odznaka Wyróżnienia Długoletniej Służby dla Wyższych Oficerów Flagowych Korpusu Wojsk Lądowych     |
|                      | Odznaka Wyróżnienia Długoletniej Służby dla Wyższych Oficerów Flagowych Korpusu Marynarki Wojennej |
|                      | Odznaka Wyróżnienia Długoletniej Służby dla Wyższych Oficerów Flagowych Korpusu Sił Powietrznych   |
|                      | Odznaka Wyróżnienia Długoletniej Służby dla Wyższych Oficerów Flagowych Korpusu Wspólnego          |
|                      | Odznaka Wyróżnienia Długoletniej Służby dla Oficerów – I Klasa                                     |
|                      | Odznaka Wyróżnienia Długoletniej Służby dla Oficerów – II Klasa                                    |
|                      | Odznaka Wyróżnienia Długoletniej Służby dla Oficerów – III Klasa                                   |
|                      | Odznaka Wyróżnienia Służby Oficerów Sztabowych – I Klasa                                           |
|                      | Odznaka Wyróżnienia Służby Oficerów Sztabowych – II Klasa                                          |
|                      | Odznaka Wyróżnienia Służby Sztabowej – I Klasa                                                     |
|                      | Odznaka Wyróżnienia Służby Sztabowej – II Klasa                                                    |
|                      | Odznaka Wyróżnienia za Udział Misjach Pokojowych – czterokrotnie                                   |
|                      | Odznaka Wyróżnienia za Udział Misjach Pokojowych – trzykrotnie                                     |
|                      | Odznaka Wyróżnienia za Udział Misjach Pokojowych – dwukrotnie                                      |
|                      | Odznaka Wyróżnienia za Udział Misjach Pokojowych – po raz pierwszy                                 |